# Samsung Galaxy A7 (2018)
Il Samsung Galaxy A7 (2018) è uno smartphone Android di fascia media prodotto da Samsung Electronics nell'ambito della serie Samsung Galaxy A. È stato annunciato il 20 settembre 2018.

## Caratteristiche tecniche

### Hardware
L'A7 (2018) è dotato di un display Full HD+ Super AMOLED da 6 pollici con un aspect ratio 18,5:9.
La tripla fotocamera posteriore (secondo il sito HDBlog, prima in uno smartphone di fascia media) include un sensore primario da 24 MP ed apertura f/1.7 per la fotografia normale, un sensore grandangolare da 8 MP f/2.4 con un angolo di visione di 120° e un sensore di profondità da 5 MP, per effetti come il Bokeh. Sono presenti stabilizzazione EIS dei video (se registrati in Full HD a 30 fps) e la modalità di registrazione al rallentatore in HD fino a 240 fps. La fotocamera frontale è un sensore da 24 MP, con flash dedicato. Il sensore di impronte digitali è integrato nel pulsante di accensione montato lateralmente, per la prima volta in uno smartphone Samsung.
Lo smartphone è dotato di un SoC Exynos 7885 composto da 2 core ARM Cortex-A73 e 6 core ARM Cortex-A53 supportati dalla GPU Mali-G71, da 4/6 GB di RAM e 64/128 GB di memoria interna eMMC 5.1, espandibile fino a 512 GB tramite lo slot per scheda microSD.
La batteria del dispositivo non è rimovibile ed ha una capacità massima di 3300 mAh. Presenta un connettore microUSB 2.0 e il jack audio da 3,5 mm.
Non è dotato di alcuna certificazione contro acqua o polvere.

### Software
Il sistema operativo originario dello smartphone è Android 8.0 Oreo con interfaccia Samsung Experience 9.0, aggiornato poi ad Android 9 Pie con interfaccia One UI 1.0, e successivamente Android 10 con One UI 2.0.
Inoltre, è presente l'assistente virtuale Bixby.

## Commercializzazione
Il dispositivo è stato commercializzato ad ottobre 2018.
Il portale di sicurezza informatica AlGround ha valutato l'A7 (2018) 7.7/10, definendolo "un ottimo prodotto di fascia media, con qualche sbavatura", AndroidWorld l'ha valutato 7.8/10 e TechRadar e TrustedReviews 4/5.